# Szermierka
Zasugerowano, aby wydzielić z tego artykułu informacje nt. szermierki sportowej (jako dyscypliny olimpijskiej) do artykułu szermierka sportowa.  (dyskusja)

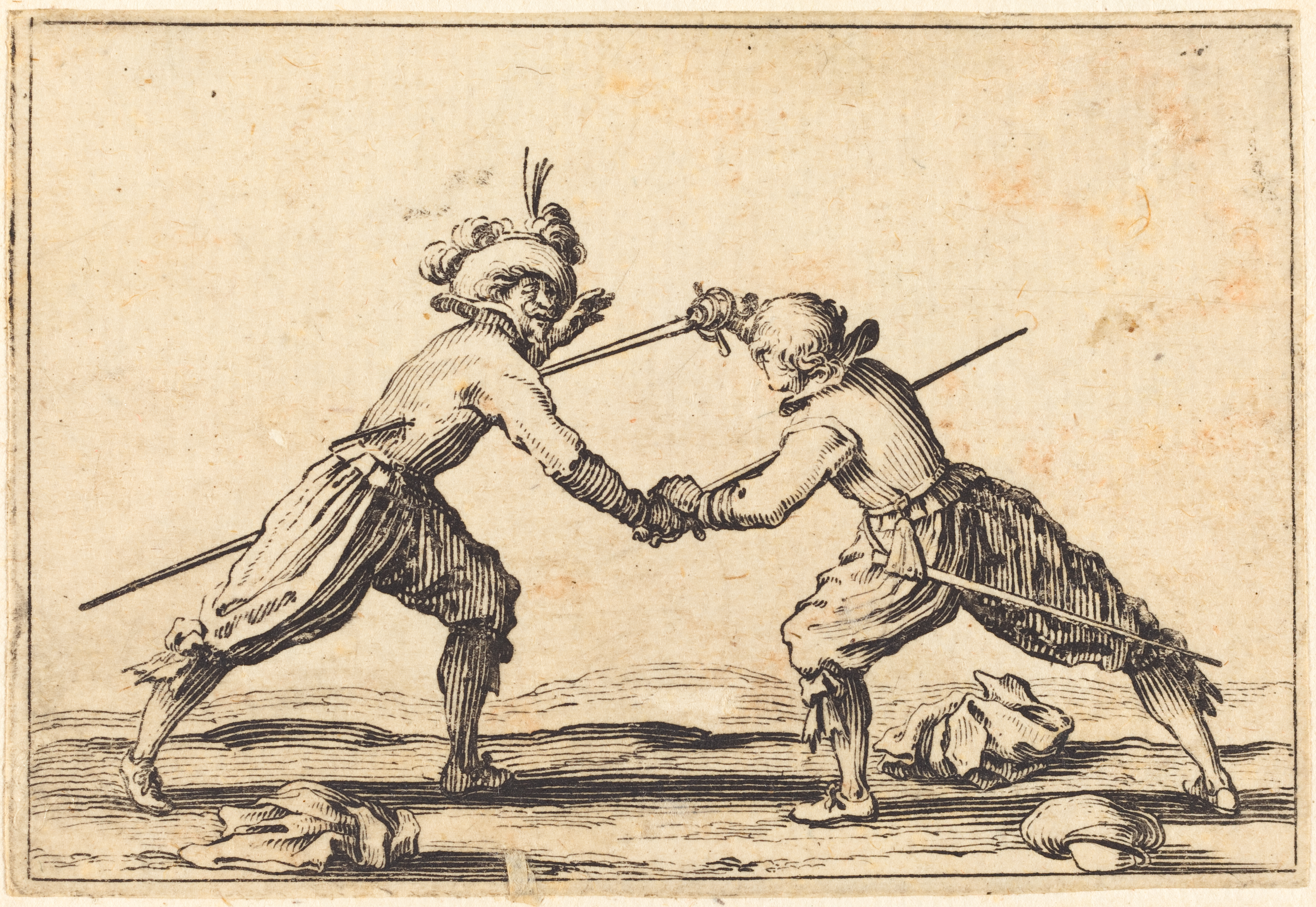
Dwóch szermierzy w starciu na rapiery, rycina z 1622 r.

Szermierka (dawniej fechtunek) – sztuka walki opierająca się na wykorzystaniu broni białej. Współcześnie także nazwa dyscypliny sportowej zaliczanej do sportów walki

## Historia

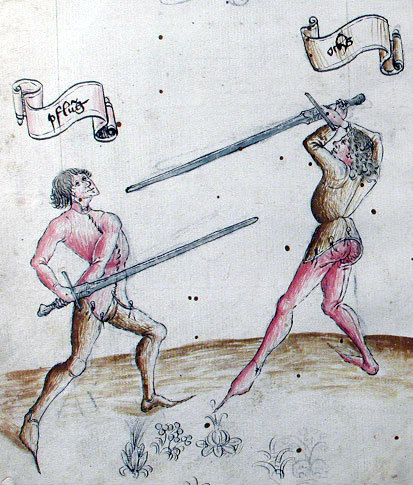
Dwóch szermierzy na ilustracji z traktatu Cod. 44 A 8 autorstwa Petera von Danzig z 1452

Od zarania dziejów ludzie żyjący we wszystkich kręgach kulturowych i cywilizacjach wykorzystywali broń białą w najrozmaitszych jej postaciach. Służyła ona jednostkom jak i całym armiom do rozstrzygania sporów, obrony i prowadzenia podbojów. Sztuka władania bronią białą była więc przede wszystkim umiejętnością użytkową, przydatną przy pojedynkach i działaniach wojennych. W okresie średniowiecza zaczęły powstawać pierwsze traktaty szermiercze, stanowiące zbiory technik użytecznych w pojedynkach (również sądowych), kładące szczególny nacisk na zręczność, precyzję, spryt jak i stosowanie różnego rodzaju sztuczek. W tym okresie powstawały również pierwsze szkoły szermiercze. Szczególną popularnością w średniowiecznych traktatach, cieszył się miecz, jednak zawierały one również techniki posługiwania się inną bronią jak np. sztyletem, kordem czy włócznią. Począwszy od renesansu, miecz zaczął ustępować lżejszej i bardziej poręcznej broni białej, równocześnie z dalszą ewolucją technik walki pojedynkowej. Wówczas to w Hiszpanii i Włoszech pojawił się rapier (XVI w.), a równolegle w Europie wschodniej na popularności zaczęła zyskiwać przybyła z Azji szabla. W XVII w. we Francji rapier ewoluował w jeszcze lżejszą  szpadę, aby ostatecznie doprowadzić do pojawienia się broni typowo treningowej – floretu  wraz z ochronną maską szermierczą (2 połowa XVII w.). Na przestrzeni XVII-XIX w. na popularności zyskały pojedynki honorowe, wraz ze wszystkimi towarzyszącymi im rytuałami. Szczególnie rozprzestrzeniły się one we Francji (gdzie w XVII w. w ich wyniku śmierć miało ponieść nawet 30 tys. osób) oraz w Niemczech. W XIX wieku praktyki szermiercze, do tej pory użyteczne przede wszystkim w starciach wojennych i pojedynkach osobistych, szukały swoich nowych form ekspresji. Już w XVIII wieku zaznaczył się nurt, zgodnie z którym ćwiczenia szermiercze traktowano jako pewną formę doskonalenia ruchowego i duchowego. Taką rozrywkę praktykowały ówczesne elity. Prowadzono też różnego rodzaju pokazy, podczas których widzowie podziwiali styl i złożoność działań szermierczych. Ostatecznie w końcu XIX wieku narodziła się szermierka sportowa, która zaadaptowała zasady stosowane do tej pory w ćwiczeniach i walkach na broń ostrą, do warunków sportu. Od momentu swego powstania ośrodki szermierki sportowej skupione były w kilku krajach europejskich. Od czasu pierwszych igrzysk w 1896 roku trzy kraje dzieliły większość medali olimpijskich – Francja, Włochy i Niemcy. Do szermierczej czołówki krajów z Europy zachodniej dołączyły Węgry, które mają długą tradycję w szabli, ZSRR, Polska i – z nieco mniejszymi sukcesami – Rumunia.

## Formy szermierki

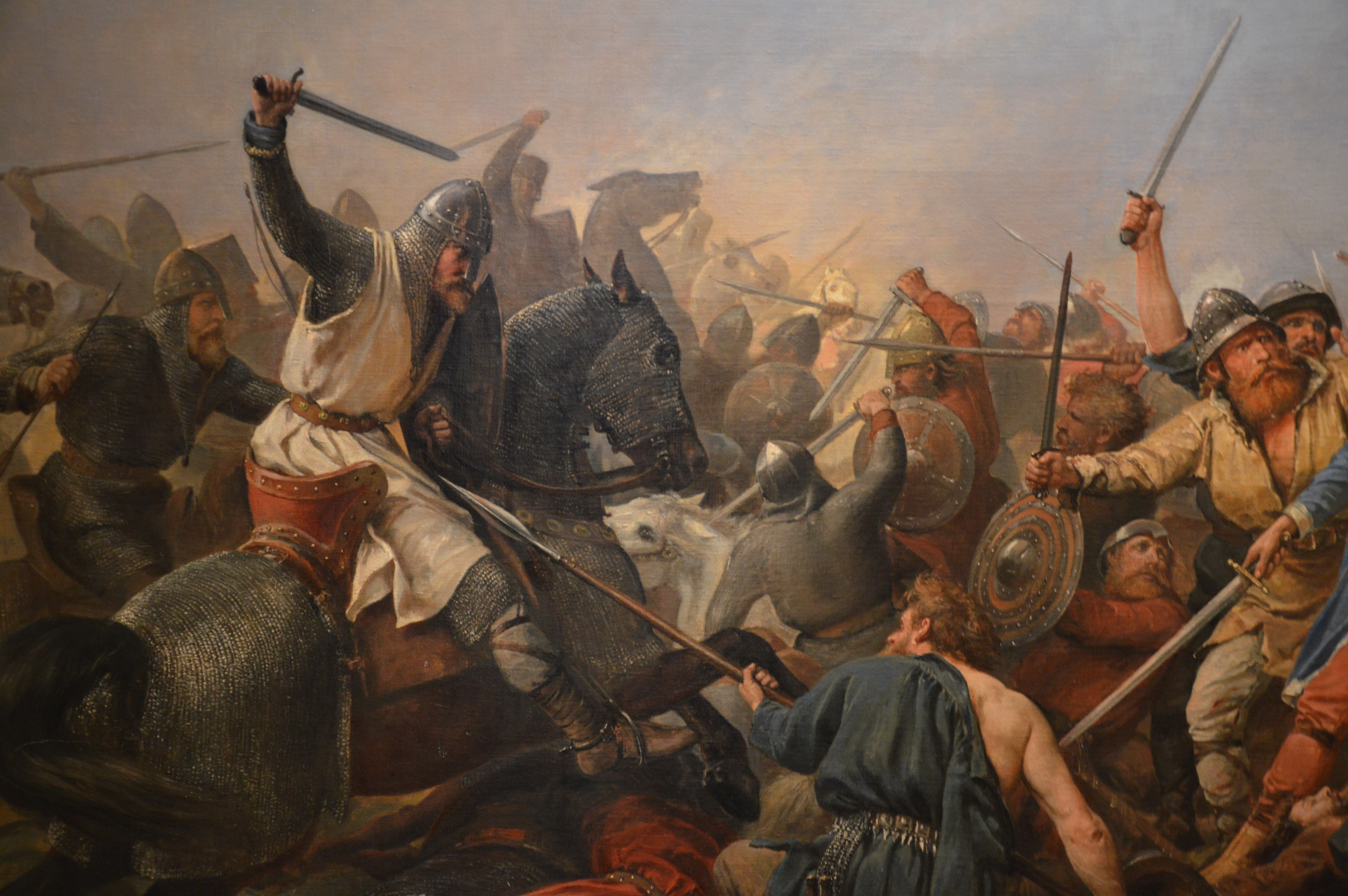
Szermierka użytkowa (bojowa)

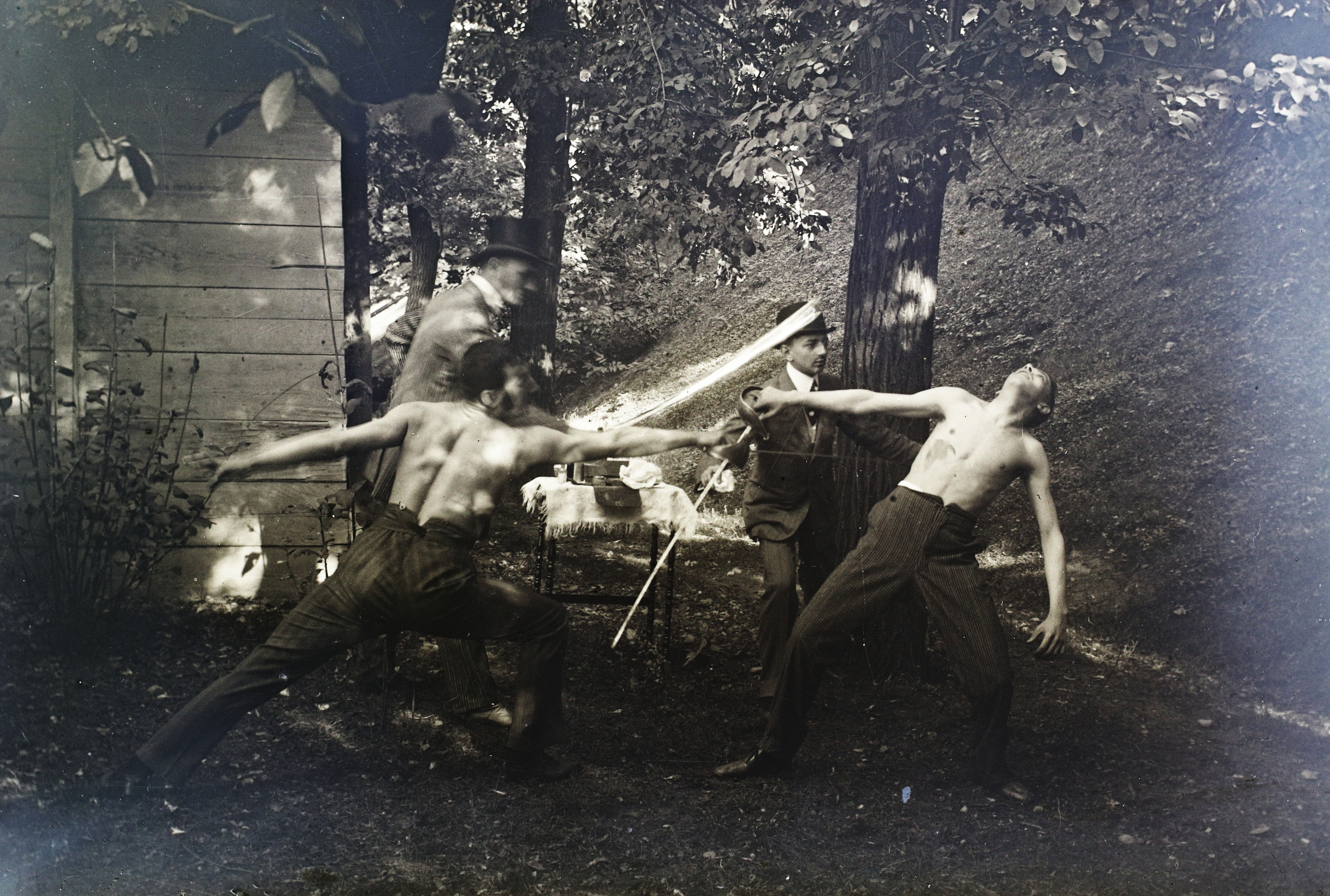
Szermierka użytkowa (pojedynkowa), 1909 r.

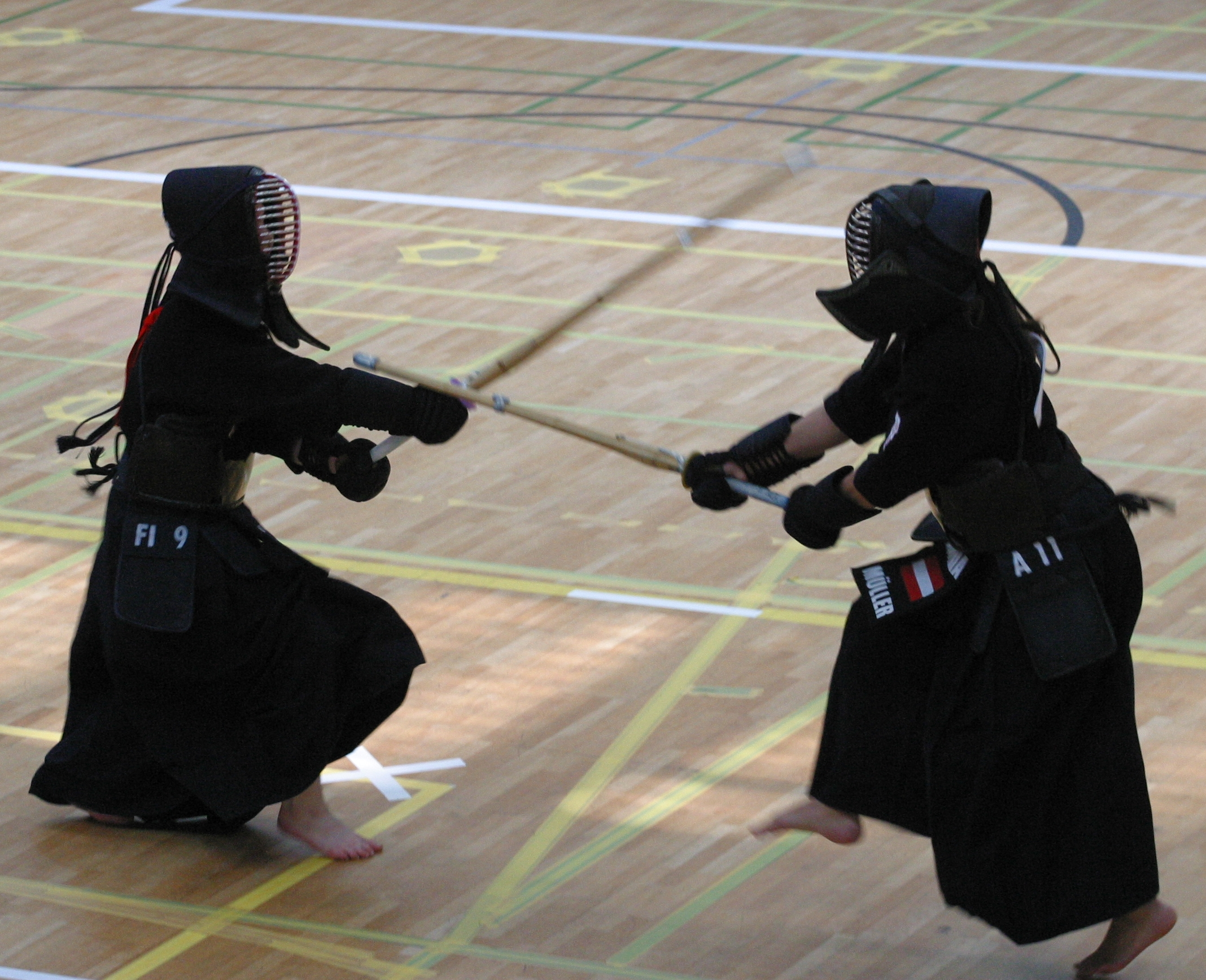
Szermierka tradycyjno-narodowa (kendo)

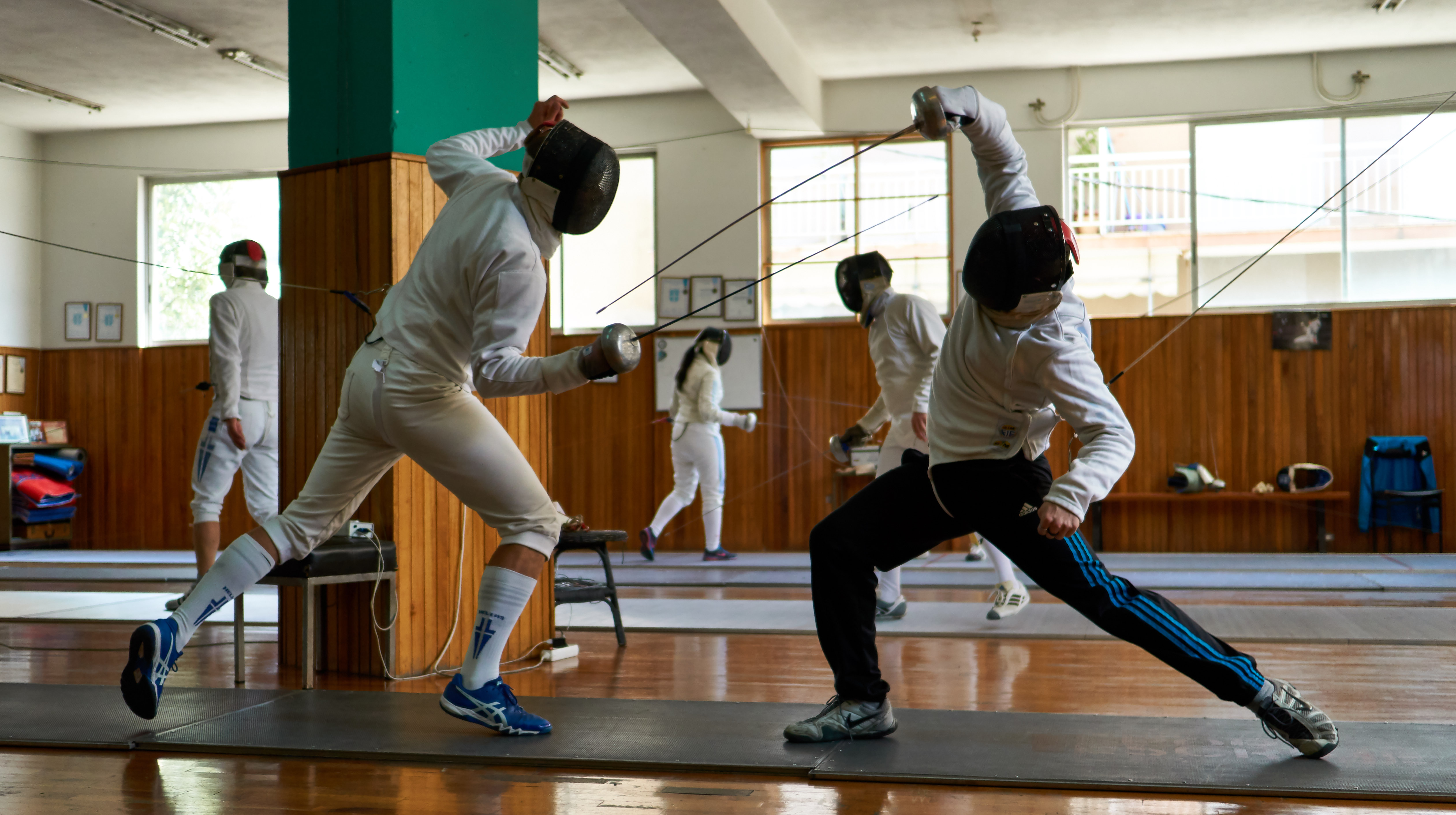
Szermierka sportowa

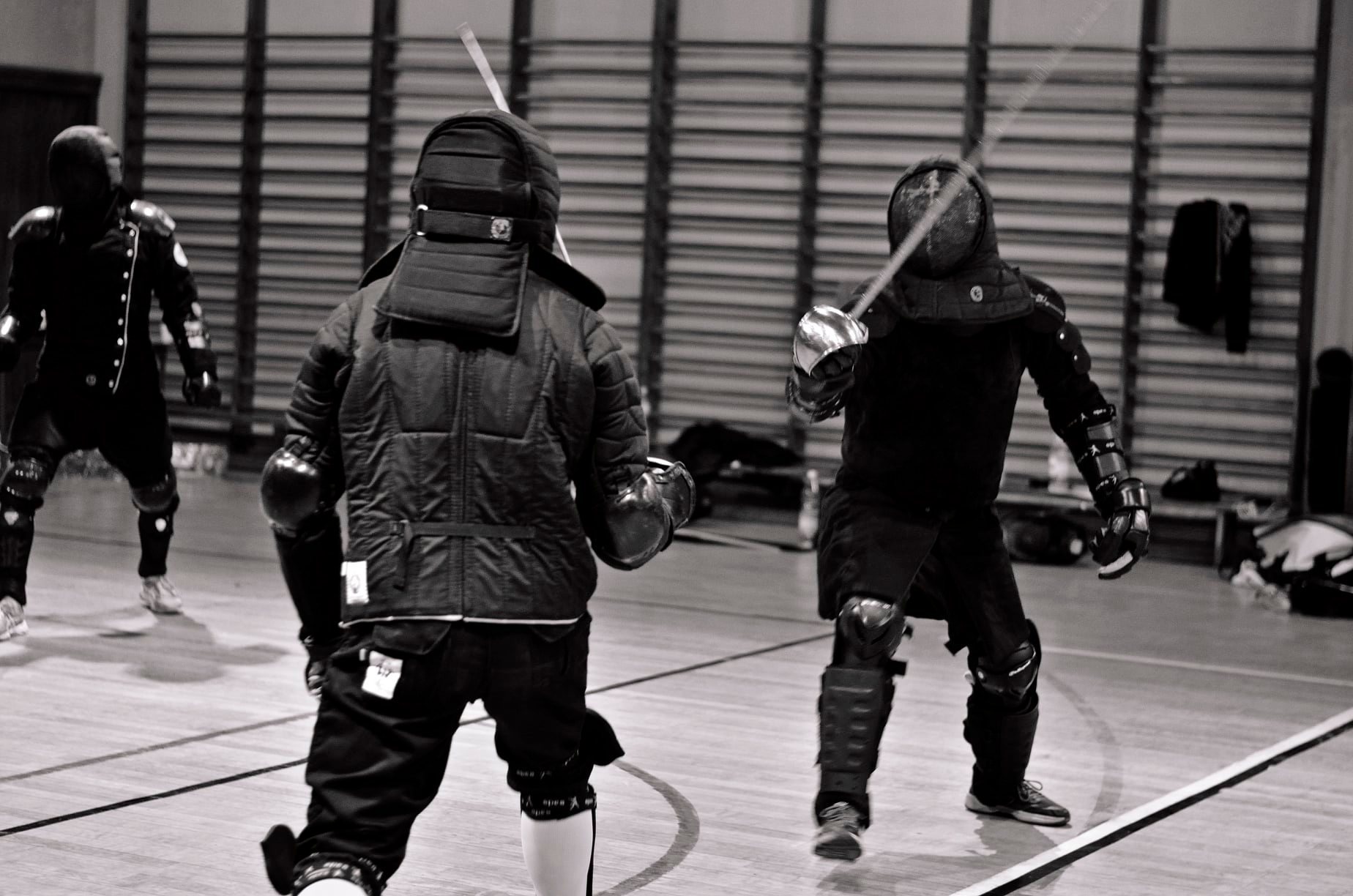
Szermierka historyczna

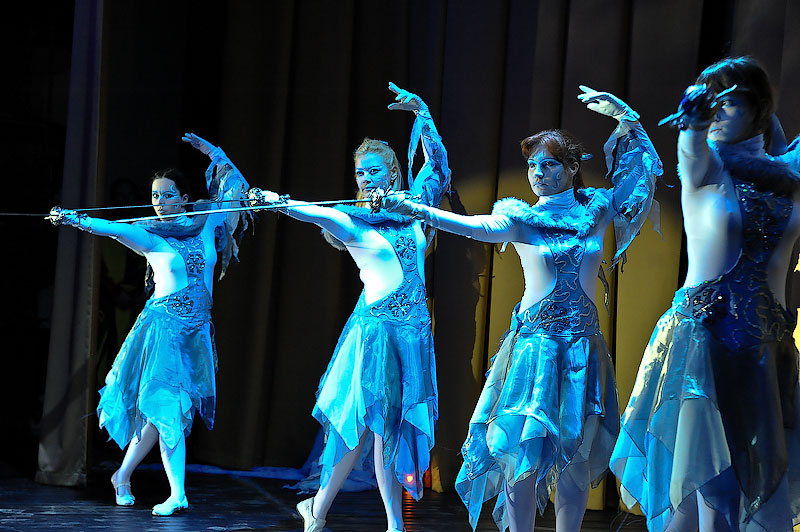
Szermierka sceniczno-pokazowa

### Według Zbigniewa Czajkowskiego
W połowie XX wieku teoretyk szermierki Zbigniew Czajkowski sklasyfikował formy szermierki (do II wojny światowej) według następującego podziału:
- szermierka użytkowa
  - bojowa
  - pojedynkowa
- szermierka tradycyjno-narodowa (szermierka japońska czyli kendo, single sticks, szermierka chińska)
- szermierka sportowa – wyczynowa i rekreacyjno-towarzyska
- szermierka sceniczno-pokazowa – nurt ten ma bogatą tradycję w wielu kulturach; można wymienić tu tańce z bronią: Zulusów, Maorysów, podhalańskich zbójników, środkowo-azjatyckie i kaukaskie tańce z szablami, grecki taniec pyrriche, grupy pokazowe występujące w Europie już od średniowiecza i prezentujące widzom nieprawdopodobne układy szermiercze – walka nie jest więc de facto immanentnym składnikiem ćwiczenia szermierki
  - sceniczna (teatr, operetka, film)
  - pokazowa (pokazy, wyczyny szermiercze, sword feats, walki en gala)

Podział ten stracił dziś na aktualności, gdyż szermierka użytkowa praktycznie zanikła, a formy tradycyjno-narodowe rozpowszechniły się także poza ich kraje pochodzenia. Pojawiły się też nowe formy takie jak na przykład szermierka historyczna starająca się odtwarzać techniki walki szermierki użytkowej (jednak w warunkach bezpiecznych). Szermierka dziś jest praktykowana jako przemoc umowna, ujęta w bezpieczne ramy współczesnej kultury. Nikt też z zasady nie trenuje szermierki przygotowując się do ewentualnego antagonistycznego pojedynku na śmierć i życie.

### Według Patryka Skupniewicza
Patryk Skupniewicz zaproponował nowe klasyfikacje posługując się kategoriami przyjemności i motywacji (w przyjmowanym tu rozumieniu szermierką, inaczej fechtunkiem, jest każdy system używania broni białej).
Podział według roli przyjemności:
- antagonistyczna (uprawiana z konieczności, kierowana przez wrogość, tam gdzie to możliwe pozbawiona reguł i zasad) – dziś już w zasadzie występuje tylko okazjonalnie, w zachowaniach uznawanych za patologiczne (walki więźniów na noże, walki kijami bejsbolowymi kibiców piłkarskich na stadionach), choć do walk na noże szkoli się też żołnierzy, a policjantów i ochroniarzy uczy się używać pałki
- uprawiana dla przyjemności własnej
  - bezpiecznej konfrontacji (np. menzura, w której pozostawiono broń ostrą, ale wyeliminowano ryzyko śmiertelnego wypadku)
  - formalistyczna – stosuje się ochronę ciała i różne rodzaje niezabójczej broni, z uwagi na stosowanie broni nieostrej pozbawiona jest skrępowania, typowego dla bezpiecznej konfrontacji, wymuszonego koniecznością zachowania bezpieczeństwa, skupia się na doskonaleniu techniki, odrzuca bezpieczną konfrontację, uznając ją za błędną metodę treningu szermierki antagonistycznej
- uprawiana dla pokazu (sceniczna) – czyli uprawiana dla przyjemności widzów (zob. też sport widowiskowy).

Podział według motywacji:
- antagonistyczna (jak wyjaśniono wyżej)
- agonistyczna (współzawodnictwo, zgodnie z określonymi regułami, zasadami; uprawiane z korzyścią dla obu stron, ale czasami też i na pokaz dla widzów)
- estetyczna.

Możliwe przyjemności wynikające z uprawiania szermierki:
- duchowe, quasireligijne (występujące w dawnych czasach jako sublimacja systemów antagonistycznych)
- intelektualne (wynikają z przyswajania sobie wiedzy związanej z daną sztuką walki, z bronią, z taktyką, w tym nazw, terminologii; z nobilitacji związanej z odwoływaniem się do zachowań dawniej elitarnych, poczucia nawiązywania do tradycji, ideologii, historii czy romantycznej mitologii)
- narcystyczne (wynikają z doświadczania swobody operowania bronią, opanowania swego ruchu, nauczenia się lub udoskonalenia swoich umiejętności, zadowolenia z właściwie wykonanych działań, poczucia piękna i skuteczności własnego ruchu (nie tylko samego wyglądu ciała jak to ma miejsce np. w kulturystyce) i pewnej autoekspresji siebie w ten sposób, z wyrażenia własnej osobowości czy własnego temperamentu, także pokazania się np. w świetnej zbroi - takie przyjemności zapewne wiązały się z uprawianiem ćwiczeń szermierki na florety w XIX wieku gdy niektóre jej nurty zwracały szczególną uwagę głównie na elegancję, wytworność i piękno ruchów)
- atawistyczne (wynikają z projekcji skrajnych, ekstremalnych doświadczeń i emocji typowych dla walki antagonistycznej, iluzji przeżywania gry o śmierć lub życie, występują tu też przyjemności rywalizacji i zwyciężania choć w szermierce formalnej mają one raczej charakter marginalny – nie są swoiste dla szermierki i nie są osiągane bezpośrednio lecz przez system zawodów tj. rozstawienia, sędziów, punktowanie; przyjemność zwyciężania ważniejsza jest dla osób o osobowości "wojownika" niż dla "mistrzów techniki"; jednak zwycięstwo (jako fakt publiczny) często dostarcza sławy i związanej z tym przyjemności).

## Szermierka sportowa
Szermierka sportowa jest jednym ze sportów walki, dyscypliną olimpijską (turnieje indywidualne i drużynowe) od 1896 roku, jedną z pięciu dyscyplin sportowych (obok gimnastyki sportowej, kolarstwa, lekkoatletyki i pływania), które były do tej pory rozgrywane na wszystkich nowożytnych igrzyskach olimpijskich. Szermiercza konkurencja szpady jest także jedną z konkurencji w pięcioboju nowoczesnym.
Szermierkę (obok innych dyscyplin takich jak np. lekkoatletyka, gimnastyka, strzelectwo, łucznictwo) zalicza się do sportów o charakterze dyscyplinującym, które rozwinęły się na bazie ćwiczeń prowadzonych na potrzeby wojska - w odróżnieniu od dyscyplin sportowych, które choć dziś zostały (mniej lub bardziej skutecznie) poddane społecznej kontroli to jednak historycznie związane są z uwalnianiem cielesnych popędów i odrzucaniem zasad (należą do nich m.in. gry piłkarskie, boks i inne).

### Specyfika, broń i zasady
Szermierka sportowa uprawiana jest w trzech konkurencjach: szabla, szpada, floret, rozgrywanych zarówno indywidualnie jak i drużynowo (drużyny trzyosobowe).

#### Broń

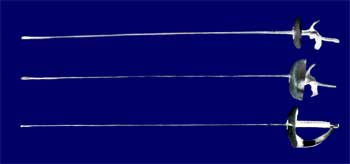
Od góry do dołu floret, szpada i szabla.

Używane w sporcie szabla i floret ważą 500 g, szpada – 750 g. Bronie różnią się również koszem (gardą), tj. osłoną dłoni (kosz szablowy ma kształt kabłąka co lepiej chroni przed cięciami), oraz przekrojem klingi: trójkątny w szpadzie, kwadratowy we florecie, płaski prostokąt w szabli; a także innymi parametrami kształtu. Klingi zwężają się od kosza w kierunku gardy. W szpadzie i florecie obok tradycyjnego uchwytu francuskiego (prostego, wydłużonego, na końcu którego znajduje się nakrętka) spotyka się (obecnie zdecydowanie najczęściej) uchwyt anatomiczny (belgijski, pistoletowy), dostosowany do budowy dłoni. Na końcu klingi szpady i floretu znajduje się punta (kolec), która po naciśnięciu powoduje zamknięcie obwodu elektrycznego co umożliwia rejestrowanie trafień (w szpadzie punta nie może rejestrować nacisku mniejszego niż 750 gramów a we florecie mniejszego niż 500 gramów, co sprawdza się każdorazowo przed walką odpowiednim ciężarkiem; ponadto sprawdza się szczelinomierzem szczelinę w puncie – musi być odpowiednio duża – i skok grzybka w puncie od momentu sygnalizacji, który musi być odpowiednio mały. W szabli brzeszczot nie ma na końcu punty. Od punty floretu i szpady po klindze biegnie do kosza, przytwierdzony w rowku, cienki przewód elektryczny zwany potocznie naciągiem; ponadto w koszu znajduje się gniazdko elektryczne, do którego mocuje się naciąg klingi a podczas walki podpina się do tego gniazdka przewód noszony przez zawodnika. Z uwagi na bezpieczeństwo przed laty wprowadzono na rynek klingi produkowane z domieszką tytanu (tzw. stal maraging), które jak początkowo reklamowano (i gwarantowano) miały być praktycznie niełamliwe a ich cena była bardzo wysoka. Z czasem cena tych kling zmalała a FIE przyjęła takie klingi jako standard na zawodach (wymaga się ich od zawodników) jednak nie są one niełamliwe (choć faktycznie łamią się dużo rzadziej niż tańsze klingi wykonane ze stali w tradycyjny sposób, które nadal są dostępne na rynku - propagacja mikropęknięć w klingach ze stopu maraging jest 10 razy wolniejsza choć ostrze złamanej klingi jest tak samo wyszczerbione i niebezpieczne). Ze stopu tytanu produkuje się obecnie także kosze broni, przez co są one trwalsze i nieco lżejsze.

#### Zasady
Konkurencje szermierki – poza rodzajem broni – różnią się dopuszczalnym rodzajem trafień, ważnym polem trafienia i zasadami walki. W szpadzie i florecie liczą się pchnięcia, w szabli zarówno pchnięcia jak i cięcia (szabla jest więc jedyną bronią sieczno-kolną w szermierce sportowej). Polem trafienia w szpadzie jest całe ciało, w szabli – górna połowa ciała (od pasa w górę), we florecie tylko tułów. Inne są też zasady przydzielania punktów w sytuacji, gdy obaj zawodnicy trafią się równocześnie (tzw. trafienie obopólne, dubel). Trafienie w szpadzie zalicza się temu, kto je zadał pierwszy, lub obu zawodnikom, jeśli zadadzą je w tym samym czasie (różnica czasowa nie większa niż 0,2 sek). W szabli i florecie obowiązuje tzw. konwencja, czyli zasady umowne. Oznacza to np., że zawodnik wykonujący natarcie ma pierwszeństwo w zadaniu trafienia przed zawodnikiem wykonującym przeciwnatarcie, natarcie zawodnika traci pierwszeństwo na koszt odpowiedzi, po uprzednim jego sparowaniu zasłoną itd.
W przypadku walk z wczesnej fazy eliminacyjnej (walki w grupach zwykle 6–7-osobowych) walczy się do pięciu trafień, a maksymalny czas walki wynosi 3 minuty. Przez czas walki rozumie się jedynie czas upływający pomiędzy komendami sędziowskimi naprzód i stój. Podczas eliminacji bezpośrednich (faza pucharowa, w której tworzona jest drabinka, zwykle z 64 zawodników, wyłonionych i odpowiednio rozstawionych w drodze eliminacji a przegrywający walkę odpada) walczy się do 15 trafień a maksymalny czas walki wynosi 3 x 3 minuty (z minutowymi przerwami). W przypadku konkurencji drużynowych (gdzie wystawiane są drużyny 3-osobowe plus rezerwowy i każdy zawodnik walczyć ma z każdym z drużyny przeciwnej, co daje maksymalnie 9 walk) spotkanie rozgrywa się do 45 trafień sumowanych z kolejnych walk (ich maksymalny czas to 3 minuty). Zawody drużynowe rozgrywane są systemem pucharowym.

#### Plansza i sędziowanie

Plansza szermiercza: C - linia środkowa, G - linia wyjściowa, D - obszar dwóch metrów (do końca planszy), R - obszar zejścia z planszy.

Specjalne pole, na którym odbywa się pojedynek szermierczy, nazywa się planszą (wymiary 14 m x 1,5-2 m). Przyjęło się stosowanie plansz metalizowanych, co zapobiega rejestrowaniu trafień w planszę przez aparat sędziowski.
Oficjalnym językiem na międzynarodowych zawodach szermierczych (jak i podczas spotkań międzynarodowych gremiów szermierczych) jest język francuski - w tym to języku sędziowane są walki, sporządzane protokoły, wydawane licencje zawodnicze itp.
Komendy wydawane przez sędziego (w jęz. francuskim) podczas walki:
- en garde – pozycja  szermiercza
- prêts / prêtes – gotowi / gotowe
- allez – naprzód
- halte – stój
- touché / touchée – trafiony / trafiona

We wszystkich konkurencjach trafienie jest sygnalizowane przez specjalne urządzenie elektryczne (aparat sędziowski). Lampa zapalona po stronie danego zawodnika (zależnie od strony czerwona lub zielona gdy trafienie jest ważne i biała gdy nieważne) oznacza, że to on zadał trafienie (przed laty sygnalizacja miała odwrotny kierunek, tzn. lampa zapalona po stronie danego zawodnika oznaczała, że to on otrzymał trafienie – co jednak zmieniono, być może dlatego, że wprowadzało to w błąd obserwatorów niezapoznanych bliżej z zasadami walk szermierczych). Na zawodach wyższej rangi, w szczególnie trudnych sytuacjach, sędziowie mogą korzystać z pomocy prowadzonych na bieżąco nagrań wideo do rozsądzania jak faktycznie przebiegła akcja na planszy.

#### Formy grzecznościowe
Przed i po walce zawodników obowiązuje powitanie i pożegnanie wykonywane odpowiednimi ruchami broni (tzw. przywitanie szermiercze). Ponadto po skończonej walce zawodnicy mają obowiązek podania sobie dłoni (ręki nieuzbrojonej). Nieprzestrzeganie powyższych form zwyczajowych traktowane jest jako zachowanie niesportowe i karane zgodnie z przepisami.
Na przywitanie szermiercze, składa się krótka seria ruchów, podczas której zawodnik prezentuje broń przed przeciwnikiem: najpierw zawodnik staje w postawie szermierczej (stopy pod kątem prostym, niezłączone piętami; stopa wykroczna palcami w kierunku przeciwnika) trzymając przy tym broń z boku, kieruje jej koniec w dół, w stronę ręki nieuzbrojonej, nieco do tyłu (nie dotykając podłoża); następnie przesuwa broń w kierunku przeciwnika prostując ramię, kolejne ruchy to uniesienie końca broni w górę i zbliżenie gardy (kosza) broni do swojej twarzy; dalej zawodnik wykonuje "te same" ruchy jakie już wykonał wcześniej, tylko w odwrotnej kolejności powracając z bronią w miejsce, gdzie rozpoczął. Jest to ukłon tzw. szkoły francuskiej, powszechnie praktykowany, istnieją jednak też inne tego typu powitania.
Powyższe formy grzecznościowe przestrzegane są zwykle przez szermierzy także podczas walk treningowych, ćwiczeń z bronią i przy okazji lekcji indywidualnych.

#### Środki dyscyplinarne
Zawodnik nieprzestrzegający przepisów może być ukarany przez sędziego upomnieniem, a jeśli to nie skutkuje albo zawodnik popełni poważniejsze przewinienie żółtą kartką (ostrzegawczą). Przyznanie czerwonej kartki (często na skutek popełnienia tego samego przewinienia po raz drugi) skutkuje przyznaniem trafienia dla przeciwnika. W przypadku otrzymania czarnej kartki, co zdarza się bardzo rzadko, zawodnik jest dyskwalifikowany i usuwany z zawodów, wiąże się to też z dodatkowymi restrykcjami, jeśli chodzi o możliwość uczestnictwa w kolejnych zawodach. Oprócz tego, zawodnik może zostać ukarany dyskwalifikacją z zawodów np. na skutek naruszenia przepisów dotyczących reklam, czy stawieniem się na zawodach z nieodpowiednim strojem.
|                                                                 | Szabla Na obrazku schemat szabli. 1 - końcówka, 2 - klinga, 3 - kosz, 4 - gniazdko, 5 - rękojeść, 6 - głowica. | Floret Na zdjęciu widok na floret od strony rękojeści - widoczne: kosz, gniazdko elektryczne i uchwyt francuski. | Szpada Na zdjęciu widok na szpadę od strony rękojeści - widoczne: kosz, gniazdko elektryczne i uchwyt belgijski (anatomiczny). |
| Maksymalna długość                                              | 105 cm | 110 cm | 110 cm |
| Maksymalna długość rękojeści (łącznie z koszem)                 | 17 cm | 18 cm | 18 cm |
| Maksymalna masa                                                 | 500 g | 500 g | 770 g |
| Maksymalna średnica kosza                                       | 15 x 14 cm | 12 cm | 13,5 cm |
| Kształt kosza                                                   | owalny, połączony z gardą                                                                                      | okrągły, w kształcie spodka                                                                                      | okrągły, w kształcie miseczki (ułożony pod kątem)                                                                              |
| Rękojeść                                                        | prosta | anatomiczna (belgijska) lub klasyczna prosta (francuska) oraz kolejna anatomiczna (włoska)                       | anatomiczna (belgijska) lub klasyczna prosta (francuska)                                                                       |
| Uchwyt anatomiczny tzw. belgijski (dostosowany do budowy dłoni) | nie | tak | tak |
| Przekrój klingi                                                 | płaski prostokąt (na kształt litery Y)                                                                         | kwadratowy | trójkątny (na kształt litery V)                                                                                                |
| Ostrze                                                          | proste lub lekko zakrzywione (krzywizna max. 4 cm)                                                             | proste lub lekko zakrzywione                                                                                     | proste lub lekko zakrzywione (krzywizna max. 1,5 cm)                                                                           |
| Trafienia                                                       | cięcia i (rzadko) pchnięcia                                                                                    | pchnięcia (nacisk na puntę przynajmniej równy masie broni - 500 g)                                               | pchnięcia (nacisk na puntę przynajmniej równy masie broni - 750 g)                                                             |
| Pole trafienia                                                  | tułów od pasa w górę, głowa i ramiona                                                                          | tułów z podbrzuszem bez rąk                                                                                      | całe ciało |
| Obopólne uderzenia                                              | niepunktowane (zasada "uprzywilejowanej akcji")                                                                | niepunktowane (zasada "uprzywilejowanej akcji")                                                                  | punktowane |
| Lampka biała (sygnalizująca trafienie w nieważne pole)          | tak, sygnalizuje awarię sprzętu                                                                                | tak | nie |

### Odzież ochronna

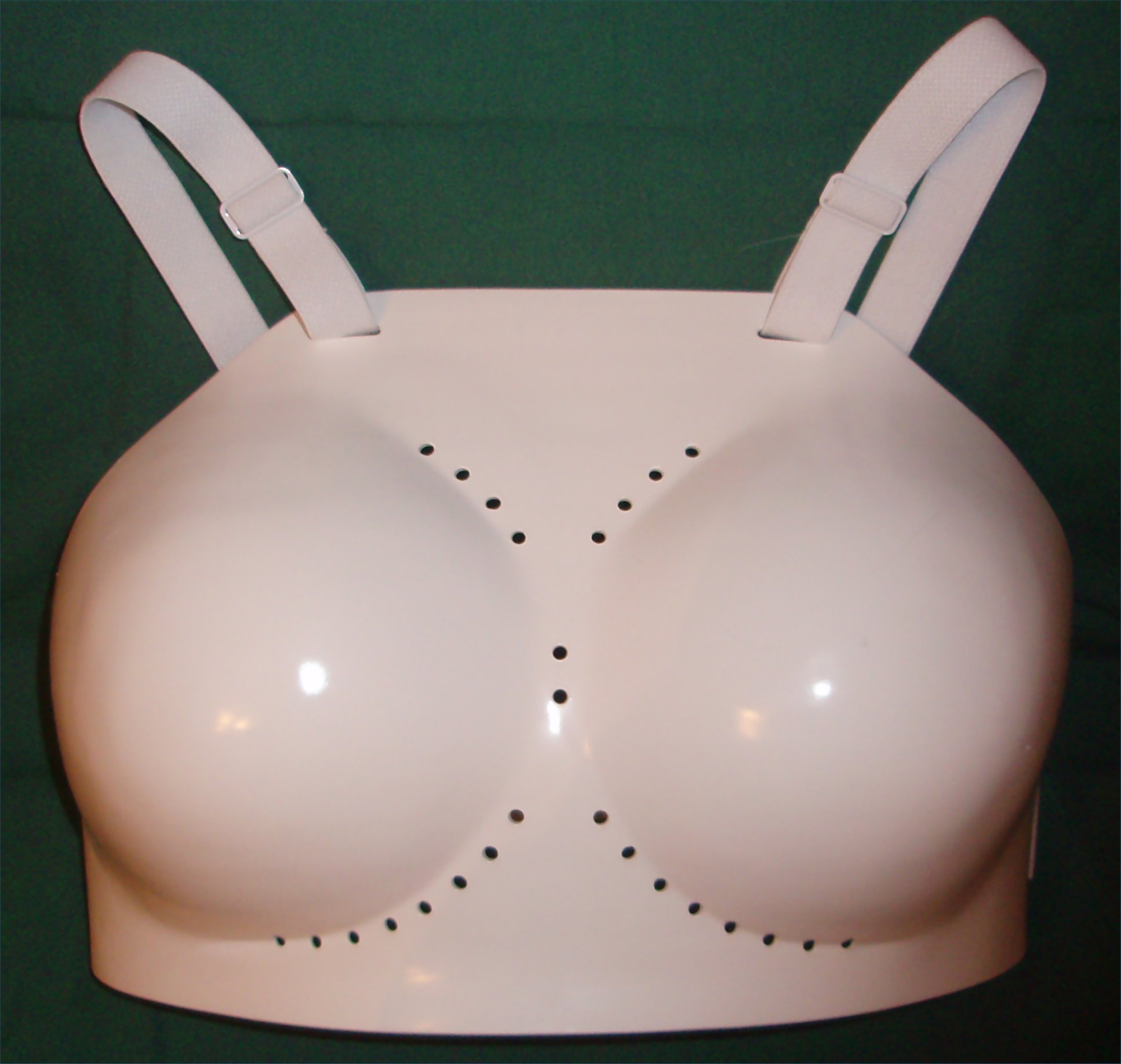
Ochraniacz dla kobiet

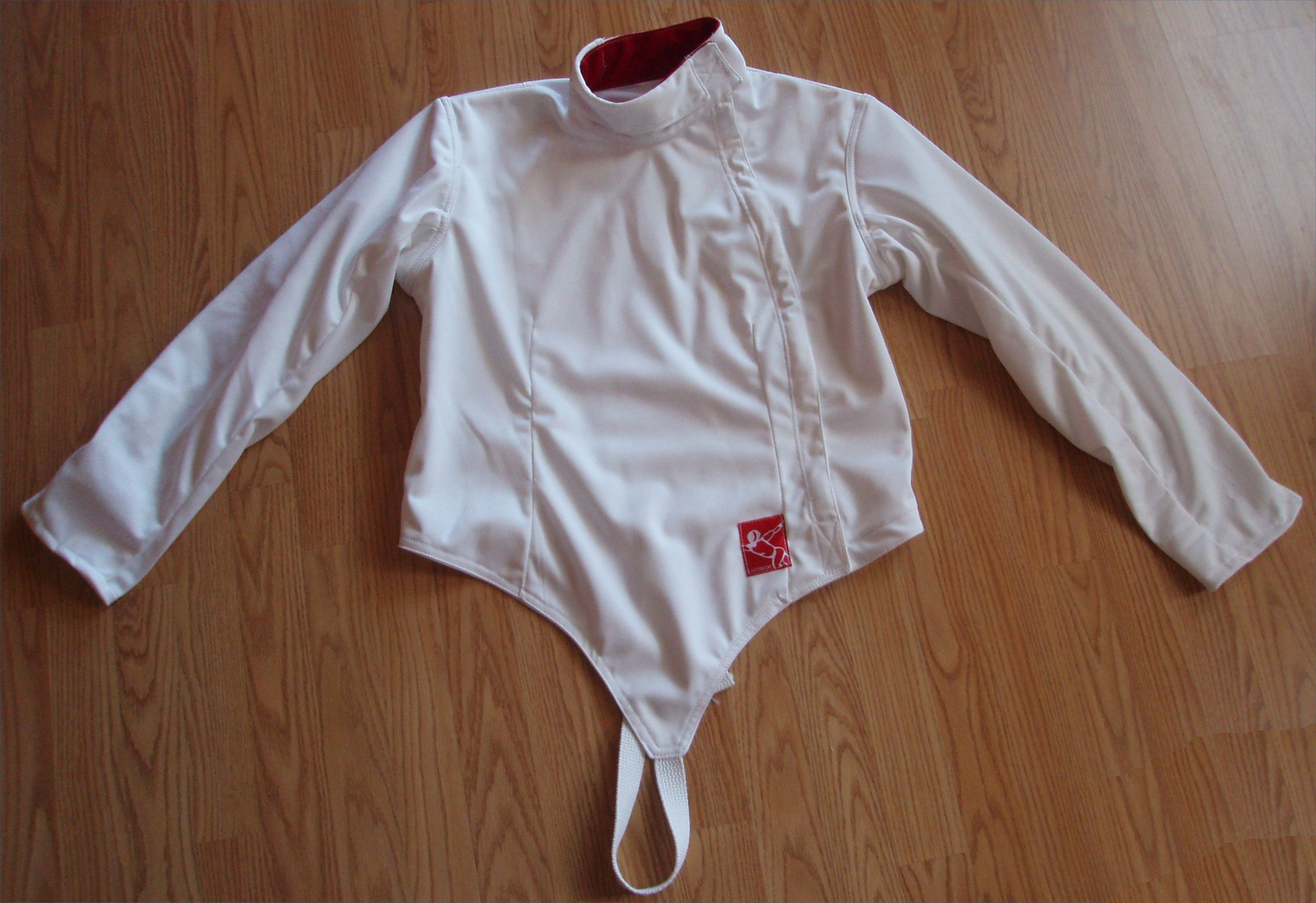
Bluza szermiercza

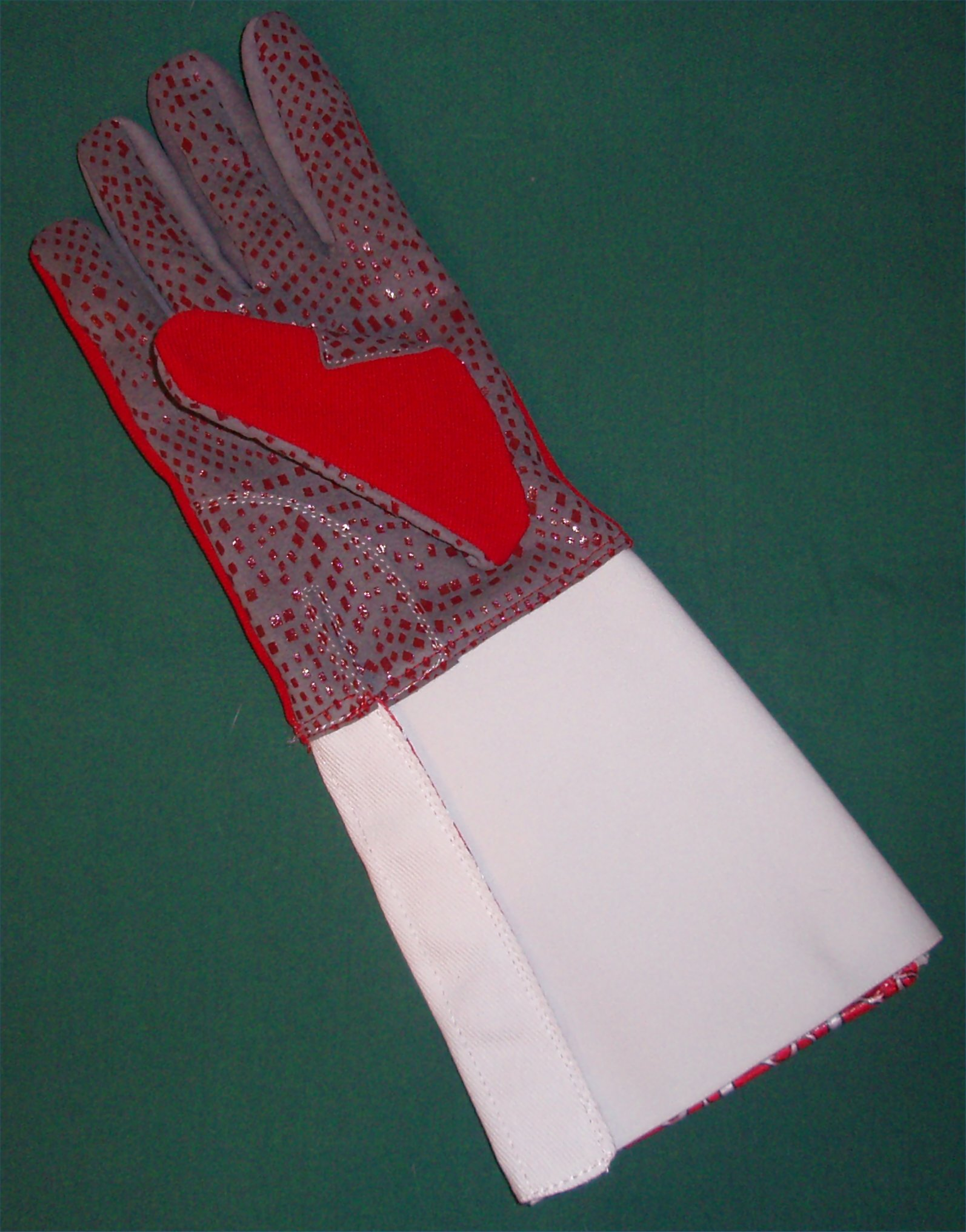
Rękawica

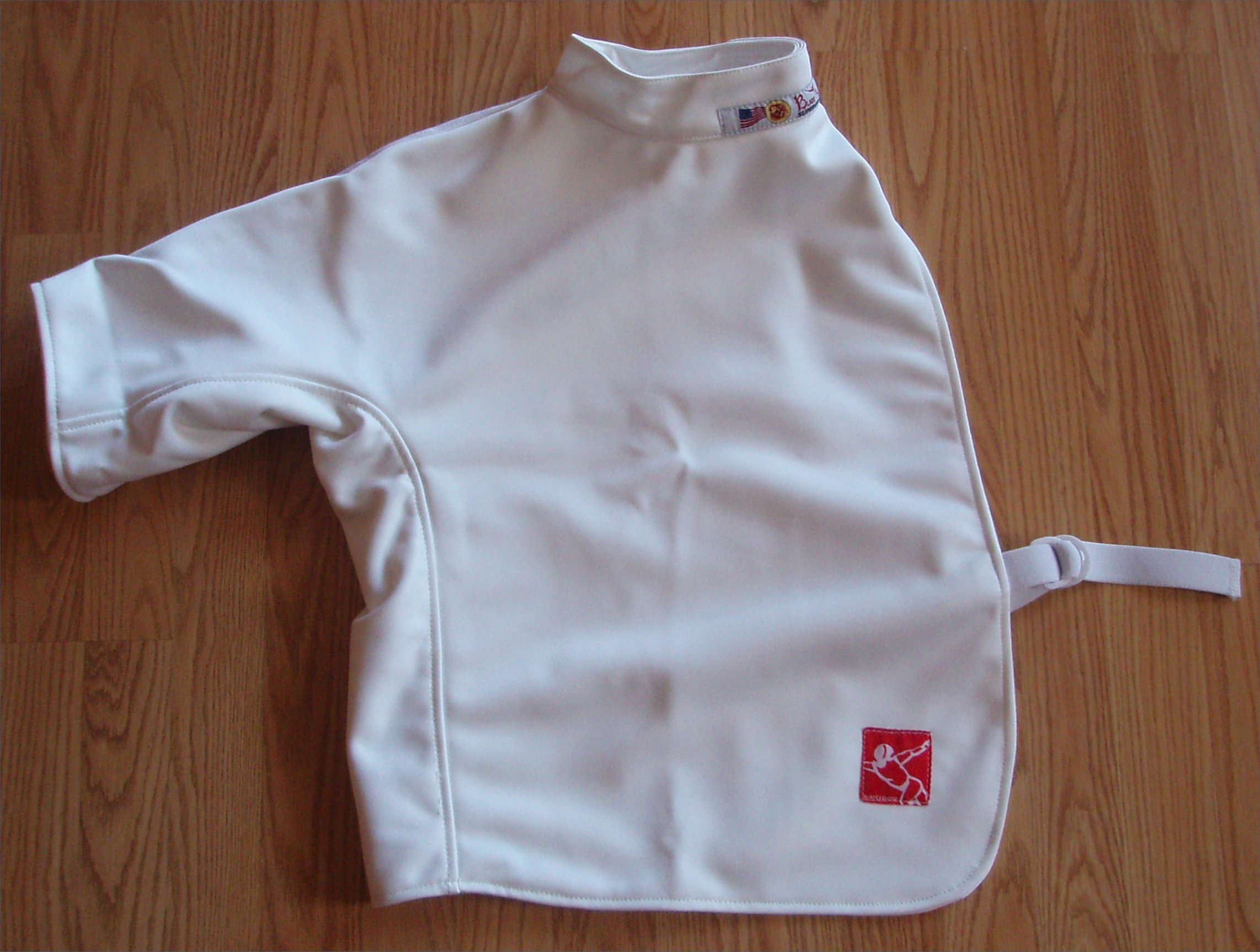
Plastron

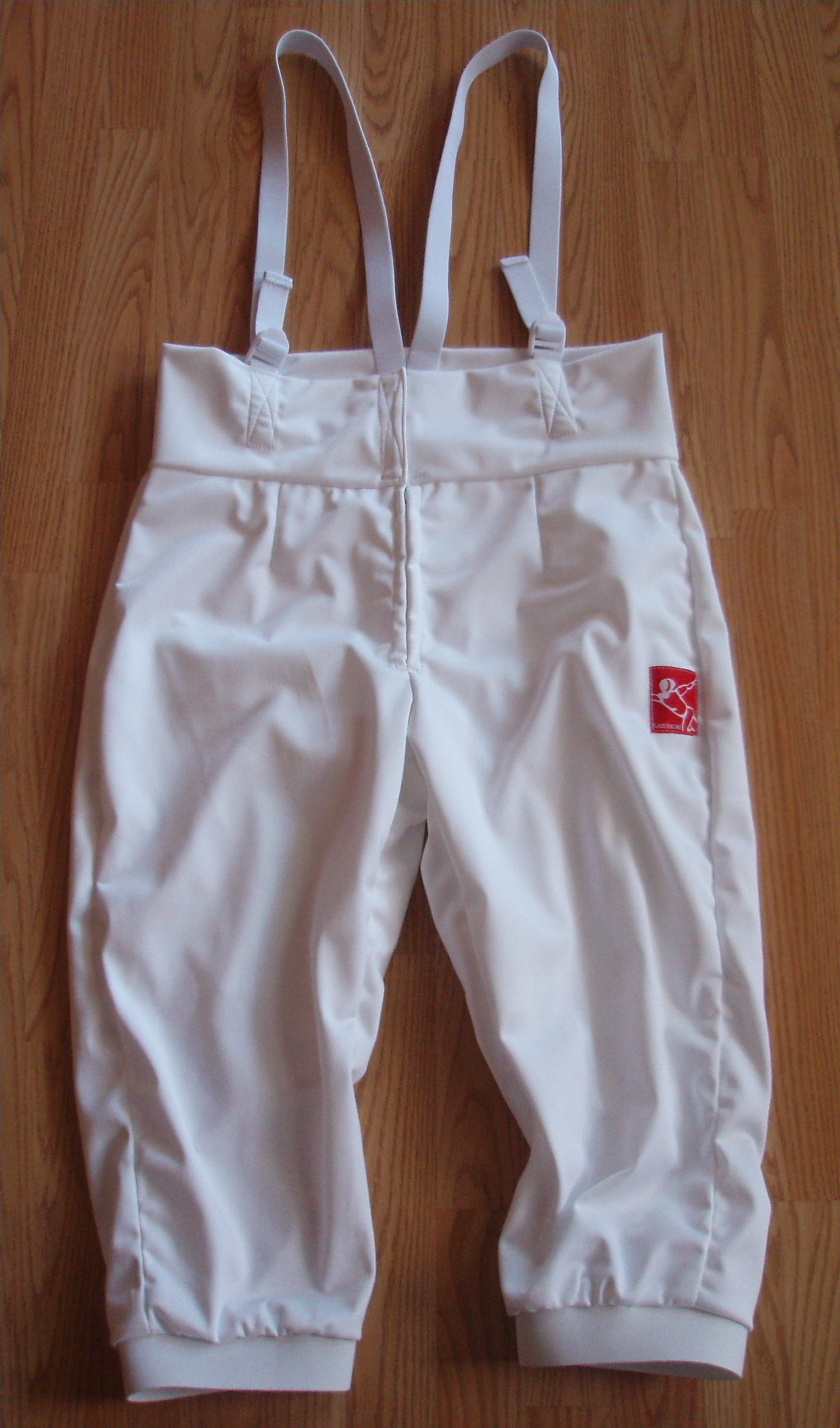
Spodnie szermiercze

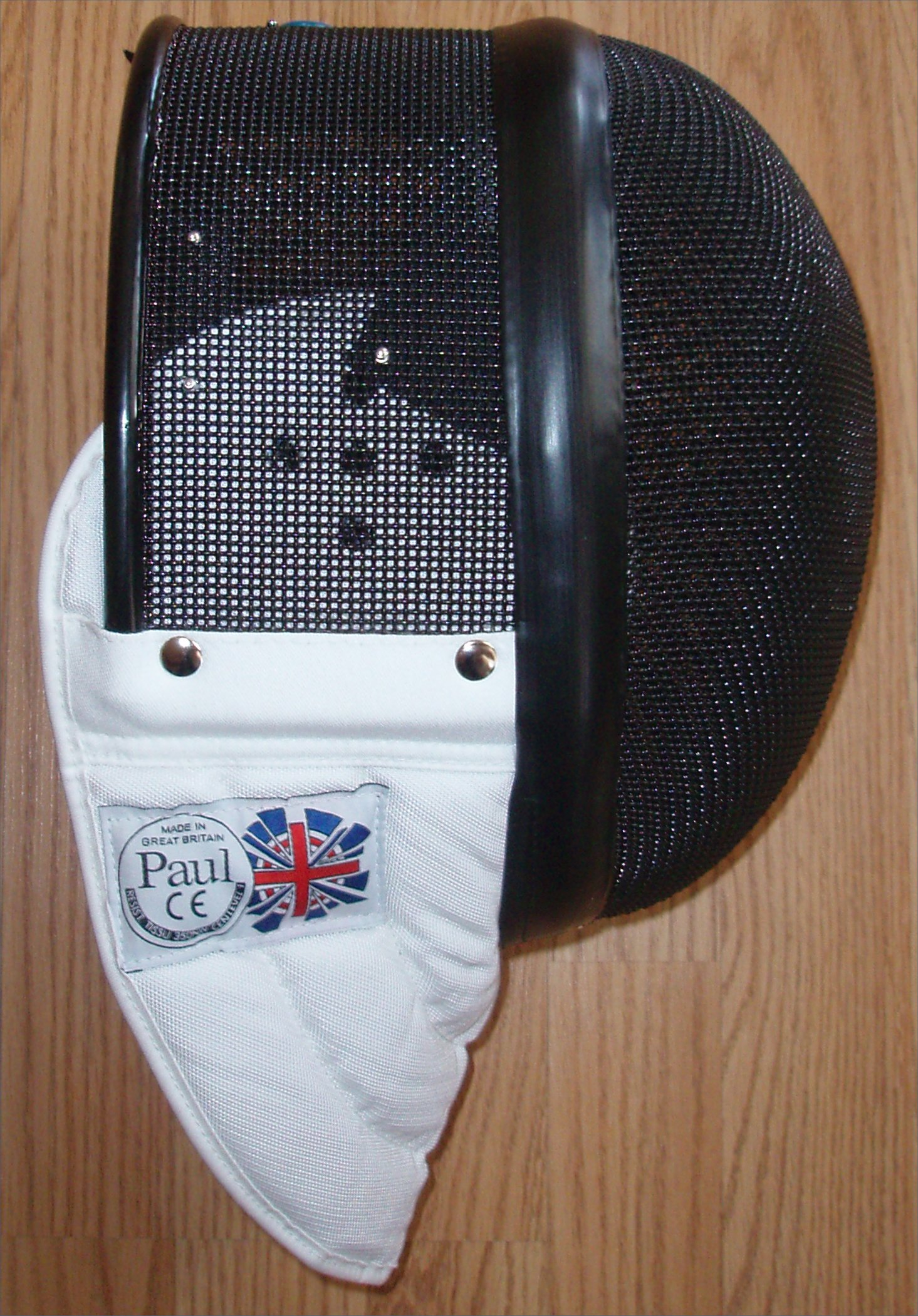
Maska szermiercza

Stroje szermiercze wykonane są z mocnego włókna bawełnianego lub nylonu. Do wyrobu ubiorów najwyższej klasy stosuje się też dodatkowo Kevlar. Dodano go do bluz, spodni, plastronów, kamizelek elektrycznych i kołnierzy masek jakiś czas po incydencie jaki miał miejsce na Mistrzostwach Świata w Rzymie w 1982 roku kiedy to ostrze klingi floretowej przebiło maskę i wbiło się w mózg Władimira Smirnowa. Jednak Kevlar wystawiony na działanie chloru i światła ultrafioletowego ulega rozkładowi co komplikuje proces czyszczenia.
W ostatnich latach opracowano inne balistyczne tkaniny, takie jak Dyneema, które są odporne na przebicie i nie mają tych słabych stron, które objawia Kevlar (zob. też kamizelka kuloodporna). Zgodnie z wymogami FIE stroje turniejowe muszą być wykonane z materiału, który wytrzymuje nacisk z siłą 800 niutonów na centymetr kwadratowy materiału, a kołnierz maski musi wytrzymywać siłę dwa razy większą. Tym niemniej na rynku dostępne są też tańsze stroje niespełniające tych dość surowych wymogów (są więc bez atestu FIE) – ich wytrzymałość jest określana tzw. "certyfikatem CEN", który określa, że strój wytrzyma nacisk z siłą co najmniej 350N na centymetr kwadratowy i mogą one być używane na treningach oraz na zawodach w niższych klasach wiekowych. Stroje nieposiadające atestu 800N ani certyfikatu 350N nie są uważane za bezpieczne ponieważ ich wytrzymałość nie jest przetestowana - tym niemniej są popularne ze względu na bardzo niską cenę.
Na pełny strój szermierza składają się:
Dopasowana do sylwetki bluza, u dołu z trójkątem (fr. cuissard), który zakrywa podbrzusze. W szabli używano kiedyś bluz, których dolny brzeg przebiegał wzdłuż pasa - nie pokrywały one podbrzusza i nie są obecnie używane. W kołnierzu umieszczony jest tzw. "klingochwyt" - zakładka z tkaniny, która zapobiega wślizgnięciu się ostrza broni przeciwnika pod maskę i wzdłuż bluzy, do góry, w kierunku szyi.
Plastron – obowiązkowy (na zawodach), dodatkowy ochraniacz na klatkę piersiową i ramię, który zakłada się pod bluzę, zapewnia podwójną ochronę w miejscu najbardziej narażonym na trafienia bronią przeciwnika - na boku klatki piersiowej i w górnej części ramienia. Plastron w rejonie pachy nie może mieć szwów, które znajdowałyby się w tej samej linii co szwy bluzy i stanowiłyby słaby punkt ubioru. 
Jedna rękawica na dłoń uzbrojonej ręki, z wydłużonym mankietem, pokrywającym dolną część rękawa bluzy. Mankiet taki zapobiega przed wślizgnięciem się klingi do rękawa co mogłoby spowodować obrażenia. Rękawica ponadto chroni dłoń i zapewnia komfortowy chwyt broni.
Krótkie spodnie, u dołu kończące się tuż za kolanem (tzw. bryczesy). Wymaga się aby spodnie szermiercze zachodziły pod bluzę na wysokość co najmniej 10 cm. Spodnie zwykle wyposażone są w elastyczne szelki.
Skarpety do kolan (rzadziej powyżej nich do wysokości ud) chronią łydki, kolana i ewentualnie uda. W przypadku braku skarpet na zawodach, zawodnik zostaje ukarany żółtą kartką.
Buty szermiercze - produkowane specjalnie dla tej dyscypliny sportu: z płaskimi podeszwami i dodatkowymi ochraniaczami (na wewnętrznej stronie stopy i na pięcie). Ochraniacze zapobiegają szybkiemu zużyciu, które następowałoby przy wykonywaniu rzutów szermierczych.
Maska – u dołu z kołnierzem, który chroni szyję. Na rynku dostępne są nieatestowane maski, które nie są objęte jakimkolwiek procesem regulacji parametrów technicznych, maski z certyfikatem CEN tak, jak w przypadku stroju oraz maski z atestem FIE. Zgodnie z przepisami FIE maska musi być wykonana według specyfikacji technicznych FIE dotyczących technologii wykonania samej kraty maski oraz maska nie może ulec odkształceniu w tzw. "teście uderzenia" 12 kg odważnikiem, a jej kołnierz musi mieć wytrzymałość na przebicie rzędu 1600N nacisku na centymetr kwadratowy. Przez niedługi czas dozwolone (i używane podczas zawodów wysokiej rangi) były też maski z wizjerami na przodzie maski jednak FIE zakazała ich używania po incydencie w 2009 roku, kiedy to podczas Mistrzostw Europy Juniorów doszło do przebicia wizjera maski. Według komisji technicznej do przebicia doszło z powodu braku dbałości zawodnika o maskę oraz użycia podrabianych elementów (wizjer nie był wykonany z obowiązkowego tworzywa Lexan i miał podrobioną pieczęć Lexan), lecz mimo to maski zostały wycofane z użycia.
Dodatkowe ochraniacze – w przypadku kobiet obowiązkowy jest ochraniacz na klatkę piersiową. Dostępne są też ochraniacze na klatkę piersiową dla mężczyzn ale używają ich z reguły głównie instruktorzy, którzy podczas treningu trafiani są dużo częściej niż ich uczniowie. Tym niemniej są one też używane przez dorosłych florecistów z uwagi na to, że twarda powierzchnia ochraniacza zmniejsza prawdopodobieństwo rejestracji trafienia przez sprzęt elektryczny. Mężczyźni ponadto zakładają ochraniacz na genitalia w postaci specjalnych niegrubych spodenek, przed kolana, z odpowiednią wkładką (może to być jednak równie dobrze zwykłe suspensorium stosowane też powszechnie w innych sportach takich jak np. rugby czy boks).
Kamizelka elektryczna (fr. lamé) – zakładana jest na bluzę szermierczą, noszona przez florecistów i szablistów wyznacza ważne pole trafienia, nie jest w ogóle używana w szpadzie, gdzie ważnym polem trafienia jest całe ciało. Kamizelka ta wykonana jest z niegrubej warstwy materiału przewodzącego elektrycznie i umożliwia odróżnianie trafień a pole ważne od trafień na pole nieważne. We florecie jest to kamizelka bez rękawów, z paskiem u dołu pomiędzy nogami, natomiast w szabli - z rękawami i jej dolny brzeg przebiega w linii prostej na wysokości pasa.
Przewód elektryczny – biegnący od gniazdka w koszu broni, przez rękaw wewnątrz bluzy a następnie w dół i na tył do przyłącza kabla (czasami zawieszonego u sufitu na ruchomej podwieszce) który odwijany i nawijany jest automatycznie w tak zwanym bębnie. Dla każdej z broni jest to nieco inny przewód - w przypadku floretu i szabli jedna z żył przewodu przypinana jest do kamizelki tak by stworzyć obwód elektryczny umożliwiający rejestrację trafień na kamizelkę.
Torba szermiercza – nie jest potrzebna do walk ale konieczna na przykład przy wyjeździe na zawody. Torby produkowane na potrzeby szermierzy, choć bywają zróżnicowane, dostosowane są rozmiarami i pojemnością do ekwipunku szermierczego (często z jednej strony, u spodu, posiadają kółeczka, co umożliwia przeciąganie torby z ekwipunkiem bez konieczności odrywania torby od podłoża).
Trenerzy szermierki często zakładają mocniejszą bluzę ochronną, zwykle wzmocnioną przez poduszeczki piankowe, które łagodzą liczne trafienia jakie trener musi przyjąć na siebie podczas treningu z zawodnikami. Instruktorzy korzystają też z rękawów ochronnych lub skórzanych ochraniaczy na nogę.
Tradycyjnie cały uniform zawodnika jest w kolorze białym, trenera zwykle w kolorze czarnym. Być może biały kolor przyjął się z uwagi na okazyjne praktyki szermiercze z okresu "przed-elektrycznego" kiedy to koniec broni barwiono (barwnikiem, sadzą, lub kolorową kredą) by ułatwić sędziemu stwierdzenie czy i gdzie zadane zostało trafienie. Jako że obecnie używany jest sprzęt elektryczny kolor stroju zawodnika nie odgrywa w istocie większej roli dlatego FIE niedawno rozluźniła przepisy zezwalając zawodnikom na inne kolory (z wyjątkiem czarnego). Zasady FIE określają też ograniczenia jeśli chodzi o rozmiar i sposób umieszczenia logo sponsorów na uniformie zawodnika.

### Technika szermierki
Postawa szermiercza – ramię ręki uzbrojonej ugięte w łokciu, jej przedramię znajduje się w pozycji równoległej do podłoża. Łokieć znajduje się w pewnej odległości od biodra. Broń trzymana jest tak, że znajduje się w pozycji szóstej (we florecie i szpadzie) lub w pozycji trzeciej (w szabli). Ręka nieuzbrojona znajduje się nieco z tyłu i jest uniesiona w górę. Stopy znajdują się pod kątem 90 stopni w stosunku do siebie. Stopa nogi wykrocznej skierowana ku przodowi, w kierunku przeciwnika. Stopa nogi zakrocznej ustawiona prostopadle do kierunku ruchu (pod kątem prostym). Pomiędzy stopami niewielka odległość (do dwóch długości stopy).

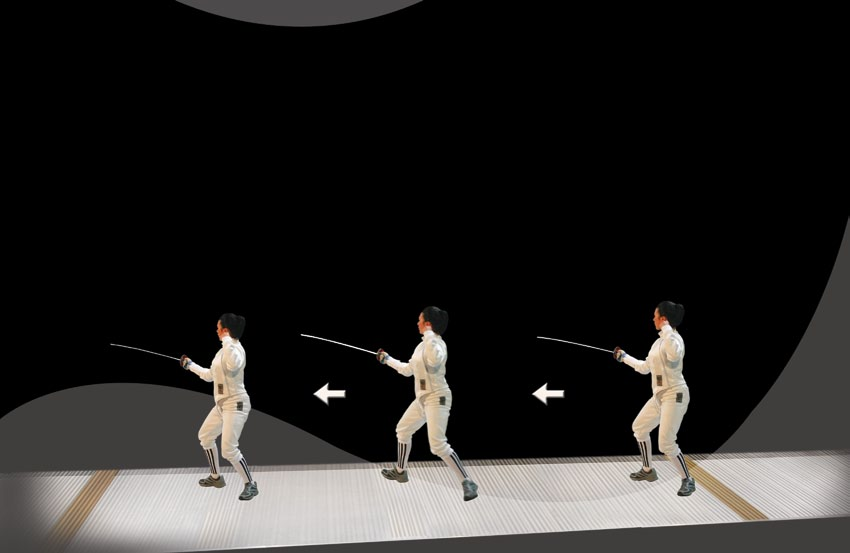
Zawodniczka rozpoczyna działanie w postawie szermierczej i wykonuje krok w przód.

Podstawowe elementy pracy nóg szermierza:
- kroki w tył i przód
- odskoki, doskoki
- wypad (po wyprostowaniu ramienia ręki uzbrojonej do przodu noga wykroczna wysuwana jest do przodu i następuje energiczne wyrzucenie podudzia tej nogi do przodu (jak przy kopnięciu). W tym samym momencie prostowana jest noga zakroczna oraz prostowana, ruchem w tył, ręka nieuzbrojona. Na koniec noga wykroczna ląduje na podłożu.)
- sunięcie (krok+wypad, wykonywany z narastającą prędkością, dynamicznie)

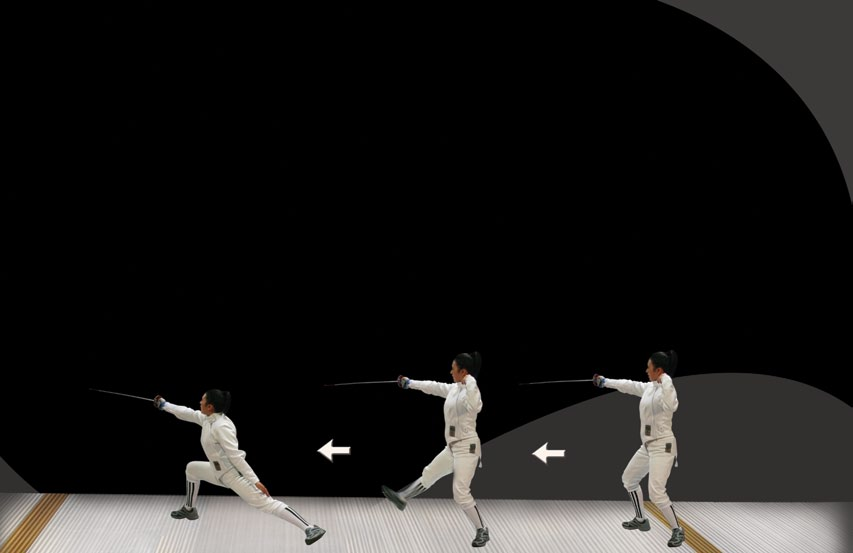
Zawodniczka rozpoczyna działanie w postawie szermierczej i wykonuje wypad szermierczy.

- rzut szermierczy (po wyprostowaniu ramienia ręki uzbrojonej, tułów wychylany jest do przodu, do momentu utraty równowagi - wówczas noga zakroczna jest przenoszona w przód przed nogę wykroczną i następuje wybicie z nogi wykrocznej w przód (nie w górę). Po wylądowaniu na podłożu i wykonaniu kilku kroków biegu następuje ewentualne minięcie przeciwnika i/lub ewentualny powrót do postawy szermierczej)
  - szybkościowy (zrywowy)
  - z narastającą prędkością

Podział działań szermierczych:
- przygotowawcze
  - rozpoznawanie przeciwnika
  - ukrywanie własnych zamiarów
  - wywoływanie działania ze strony przeciwnika
  - przygotowanie własnych działań
    - narzucanie inicjatywy
    - zdobywanie pola walki
    - utrudnianie skupiania się przeciwnikowi
    - uzyskiwanie dogodnej odległości

- właściwe
  - działania zaczepne
    - natarcia
    - odpowiedzi i przeciwodpowiedzi

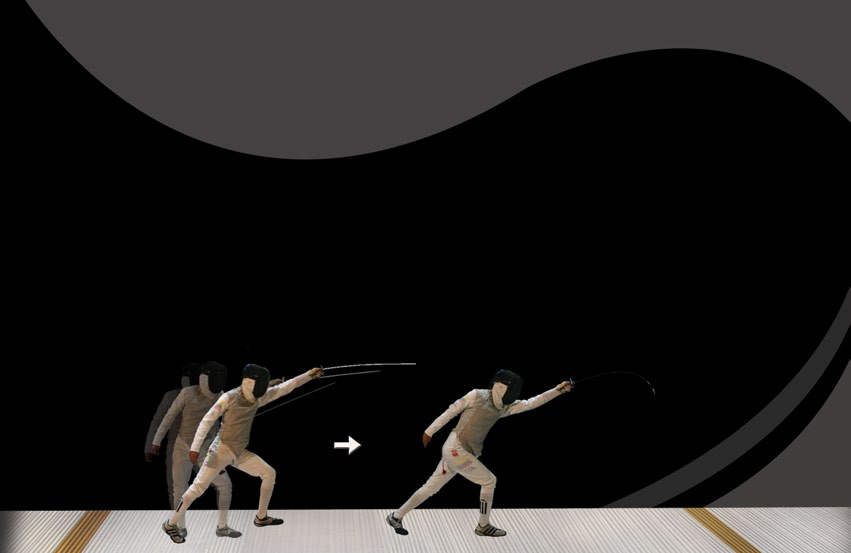
Zawodnik (leworęczny) wykonuje rzut szermierczy.

    - odmiany wznowionych działań zaczepnych
    - przeciwtempa

  - działania zaczepno-obronne
    - linia
    - przeciwnatarcia

  - działania obronne
    - zasłony
      - zasłona szósta
      - zasłona czwarta
      - zasłona ósma
      - zasłona siódma
      - pozostałe zasłony

    - uniki
    - obrona odległością

### Kategorie zawodników
Zawody na całym świecie odbywają się w różnych kategoriach zawodniczych (głównie związanych z płcią, wiekiem i niepełnosprawnością).
Konkurencje kobiet i mężczyzn rozgrywane są osobno, gdyż, podobnie jak w innych dyscyplinach sportowych, kobieta nie ma większych szans w starciu z mężczyzną, chyba że różnica płci niwelowana jest przez różnicę wieku, wyszkolenia czy doświadczenia zawodniczego (przewaga mężczyzny w walce szczególnie wyraźnie widoczna jest w szpadzie - konkurencji bardzo dynamicznej, pozbawionej umownych reguł). Przez wiele lat floret był jedyną bronią w jakiej rozgrywano konkurencję szermierczą kobiet (floret, jako broń lekka, niegdyś ćwiczebna, był prawdopodobnie postrzegany jako bardziej odpowiedni dla "płci słabszej" choć na igrzyskach olimpijskich floret kobiet i tak pojawił się z 28-letnim poślizgiem wobec konkurencji mężczyzn - dopiero w 1924 roku). Natomiast kobiece konkurencje szpadowe i szablowe wprowadzono stosunkowo niedawno. Szpada kobiet pojawiła się po raz pierwszy na igrzyskach olimpijskich w 1996 roku a szabla kobiet na igrzyskach w 2004 roku.
Ponadto wyróżnia się następujące kategorie:
- zuchy (do lat 10),
- dzieci (do 13 lat),
- młodzików (do 15 lat),
- juniorów młodszych tzw. kadetów (do 17 lat),
- juniorów (do 20 lat),
- młodzieżowców (do 23 lat),
- seniorów (kategoria open, czyli otwarta choć z pewnymi limitami liczebnymi dla zawodników poniżej 23. roku życia) – szermierka jest sportem w dużej mierze technicznym co faworyzuje zawodników doświadczonych (faktycznie jedynie nieliczni młodzieżowcy uzyskują sukcesy w otwartej kategorii seniorów) i pozwala na utrzymywanie wysokiej formy sportowej nawet w stosunkowo zaawansowanym wieku (przykładowo Krisztián Kulcsár został mistrzem świata seniorów w szpadzie (rok 2007) w wieku lat 37 a włoska florecistka Valentina Vezzali od lat utrzymuje się nieprzerwanie na szczytowych miejscach listy światowej, mimo że zbliża się do czterdziestki), niektórzy szermierze (obok żeglarzy, jeźdźców i strzelców) plasują się wśród najstarszych uczestników igrzysk olimpijskich (także uczestników o największej liczbie startów na olimpiadach i największym odstępie czasowym pomiędzy pierwszym i ostatnim startem na olimpiadzie, który wynosi wśród rekordzistów na tym polu: 20-30 lat - w przypadku duńskiego szermierza Ivana Osiiera było to nawet 40 lat)[potrzebny przypis],
- weteranów (zwykle powyżej 40. roku życia z podpodziałami na kategorie do 50., 60. i 70. roku życia) – są to najczęściej zawodnicy, którzy oficjalnie zakończyli karierę wyczynową, ale trenują rekreacyjnie, okazjonalnie lub pełnią inne funkcje w tym sporcie - na przykład są instruktorami (formalnie mogą jednak startować również w otwartej kategorii seniorów co czasami ma miejsce), na zawody weteranów organizowane na świecie i w Europie (a także Polsce) zjeżdżają się byłe sławy tego sportu przez co zawody takie stoją zazwyczaj na bardzo wysokim poziomie. Rosyjski multimilioner Aliszer Usmanow, zaliczany do kilkudziesięciu najbogatszych ludzi na świecie, który od 2008 roku pełni funkcję przewodniczącego Międzynarodowej Federacji Szermierczej (FIE) przekazał dotację 10 milionów dolarów amerykańskich na promowanie szermierki w tej kategorii wiekowej[12],

- amatorów – którzy zwykle nigdy nie trenowali szermierki systematycznie (w szczególności nie byli szkoleni w tym kierunku w młodości) stąd nie mieli by szansy na nawiązanie walki z zawodnikami wyczynowymi; aby skutecznie oddzielić amatorów od zawodników wyczynowych wymaga się aby amator nie był klasyfikowany na żadnej liście zawodniczej (krajowej, międzynarodowej, w żadnej z broni ani w pięcioboju nowoczesnym) przez okres co najmniej 5 ostatnich lat (organizatorzy niektórych zawodów wymagają by było to nawet 10 ostatnich lat),

- osób niepełnosprawnych (zob. szermierka na wózkach) – osoby niepełnosprawne posługują się w zasadzie takim samym sprzętem szermierczym jak zawodnicy innych kategorii.

Odrębne kategorie zawodnicze wynikają też z przynależności środowiskowej. Przykładowo w mistrzostwach akademickich (Uniwersjada, Akademickie Mistrzostwa Polski) mogą brać udział jedynie studenci (i absolwenci) uczelni, czasami też zawodnicy należący do klubów akademickich. Podobnie w mistrzostwach wojskowych mogą startować jedynie żołnierze (np. Sylwia Gruchała, Robert Andrzejuk, Danuta Dmowska-Andrzejuk), czasami też zawodnicy przynależni do wojskowych klubów sportowych (np. Legia Warszawa).
Zawodników można też podzielić na praworęcznych (większość) i leworęcznych. Podział ten nie ma większego znaczenia, tym niemniej obie grupy korzystają z dostosowanego do siebie sprzętu (leworęczni używają lewe: rękawice, plastrony, rękojeści i kosze broni).

### Zawody szermiercze
Do najbardziej prestiżowych zawodów szermierczych należą: turnieje rozgrywane podczas igrzysk olimpijskich – co ma miejsce co cztery lata (choć z uwagi na wprowadzoną rotację, wymuszoną ograniczoną pulą medali olimpijskich przydzielonych przez komitet olimpijski dla tej dyscypliny sportu, niektóre konkurencje drużynowe rozgrywane są w odstępie nie czterech lecz ośmiu lat), coroczne mistrzostwa świata seniorów oraz w przypadku zawodników z krajów europejskich mistrzostwa Europy seniorów (mistrzostwa świata seniorów i mistrzostwa Europy seniorów odbyły się też w Polsce, odpowiednio w 1963 i 1997 roku, w obu przypadkach w Gdańsku). Ponadto w każdej z broni, w różnych miastach świata, rozgrywane są co roku cykle zawodów Grand Prix – najwyżej punktowane (trzy razy) – i Pucharu Świata (pięć razy). W każdych z tych zawodów pucharowych mogą startować osoby wydelegowane przez związki narodowe z tym, że limit dla danego kraju wynosi ośmiu zawodników w danej broni (z wyjątkiem kraju gospodarza, który może wystawić więcej swoich zawodników). W Polsce odbywają się dwa turnieje tej rangi – są to: turniej O Szablę Wołodyjowskiego (zawody w szabli mężczyzn) rozgrywany w drugim kwartale roku w Warszawie i Dwór Artusa (zawody we florecie kobiet, zależnie od roku Puchar Świata lub Grand Prix) rozgrywany w Gdańsku w pierwszym kwartale roku. Do klasyfikacji światowej FIE zaliczane są też dużo niżej punktowane tzw. turnieje satelitarne. Najlepsi zawodnicy startujący w zawodach pucharu świata otrzymują nagrody pieniężne, ich wysokości pozostają jednak daleko w tyle za zawodami tej rangi innych popularnych dyscyplin (przykładowo w zawodach o puchar świata rozgrywanych w Polsce pula nagród to suma kilkunastu tysięcy euro, z czego zwycięzcy otrzymują około 3 tysięcy euro; w Grand Prix du Qatar zwycięzca może liczyć na 10 tysięcy dolarów nagrody, co jest jedną z najwyższych nagród w zawodach szermierczych tego typu). Na arenie krajowej najważniejszą imprezą są organizowane corocznie Mistrzostwa Polski w szermierce, ponadto rozgrywany jest w każdej broni cykl kilku turniejów klasyfikacyjnych. Podobne zawody międzynarodowe i krajowe rozgrywa się także w młodszych kategoriach wiekowych oraz w kategorii weteranów.